# Зомбковицький повіт
Зомбковицький повіт (пол. powiat ząbkowicki) — один з 26 земських повітів Нижньосілезького воєводства Польщі.
Утворений 1 січня 1999 року в результаті адміністративної реформи.

## Загальні дані
Повіт знаходиться у південній частині воєводства.
Адміністративний центр — місто Зомбковіце-Шльонські.
Станом на 1.01.2008 населення становить 68 835 осіб, площа 801,53 км².

## Демографія
Демографічні дані повіту станом на 30.06.2005:
|       | Всього | Всього | Жінки  | Жінки | Чоловіки | Чоловіки |
| ----- | ------ | ------ | ------ | ----- | -------- | -------- |
|       | осіб   | %      | осіб   | %     | осіб     | %        |
| Повіт | 69 644 | 100    | 36 016 | 51,7  | 33 628   | 48,3     |
| Міста | 31 353 | 100    | 16 630 | 53    | 14 723   | 47       |
| Села  | 38 291 | 100    | 19 386 | 50,6  | 18 905   | 49,4     |